# Michael Dahl
Pour les articles homonymes, voir Dahl.
Michael Dahl dit parfois Dahl l'ancien (1659-1743) est un peintre portraitiste suédois, qui travailla principalement en Angleterre. Il est connu pour ses nombreuses représentations de personnalités de son temps.

## Biographie
Mikael Dahl est né le 29 septembre 1659 à Stockholm, et sa mère Catarina fera tout pour que son fils devienne peintre. À quinze ans, il est envoyé en apprentissage chez le peintre d'origine hongroise Martin Hannibal, lequel avait été invité à enseigner en Suède par David Klöcker Ehrenstrahl, l'un des principaux maîtres modernes du pays. Ces deux artistes fondent ensemble une sorte d'académie de peintures consacrée au portrait, Hannibal enseignant les bases, puis Ehrenstrahl récupérant les plus doués : Dahl se retrouva dans l'atelier de ce dernier.
Le 30 juillet 1682 il est envoyé à l'étranger afin de parfaire son apprentissage. Il commence par Londres. Par le biais du graveur Robert White (1645-1703), il rencontre Godfrey Kneller, qui le prend comme assistant. Là, il se lie d'amitié avec Henry Tilson, un élève de Peter Lely, et les deux jeunes hommes décident de continuer leur Grand Tour ensemble : d'abord Paris (avril 1685), puis Venise et enfin Rome.
À Rome, ils sont mis en contact avec la reine Christine de Suède qui, ayant abdiqué, s'était convertie au catholicisme durant son exil. Dahl demande à l'ex-souveraine de faire son portrait, elle exige en retour la conversion religieuse du peintre. Elle le présente ensuite au pape Innocent XI qui lui remet une médaille d'or en récompense de son travail.
En mars 1689, Tilson et Dahl sont de retour à Londres. Dahl se place alors sous la protection du poète Christoffer Leijoncrona, secrétaire de la légation suédoise dans la capitale, lequel lui ouvre des portes. Il lui trouve un logement sur Leicester Field et quelques clients, souvent de riches  négociants suédois. En 1695, Dahl exécute le portrait du parlementaire anglais John Pole (1649-1708), puis il reçoit en 1698 sa première commande importante de la part d'un aristocrate anglais, Charles Seymour, duc de Sommerset, dont il reste pendant vingt ans le portraitiste de famille attitré. 

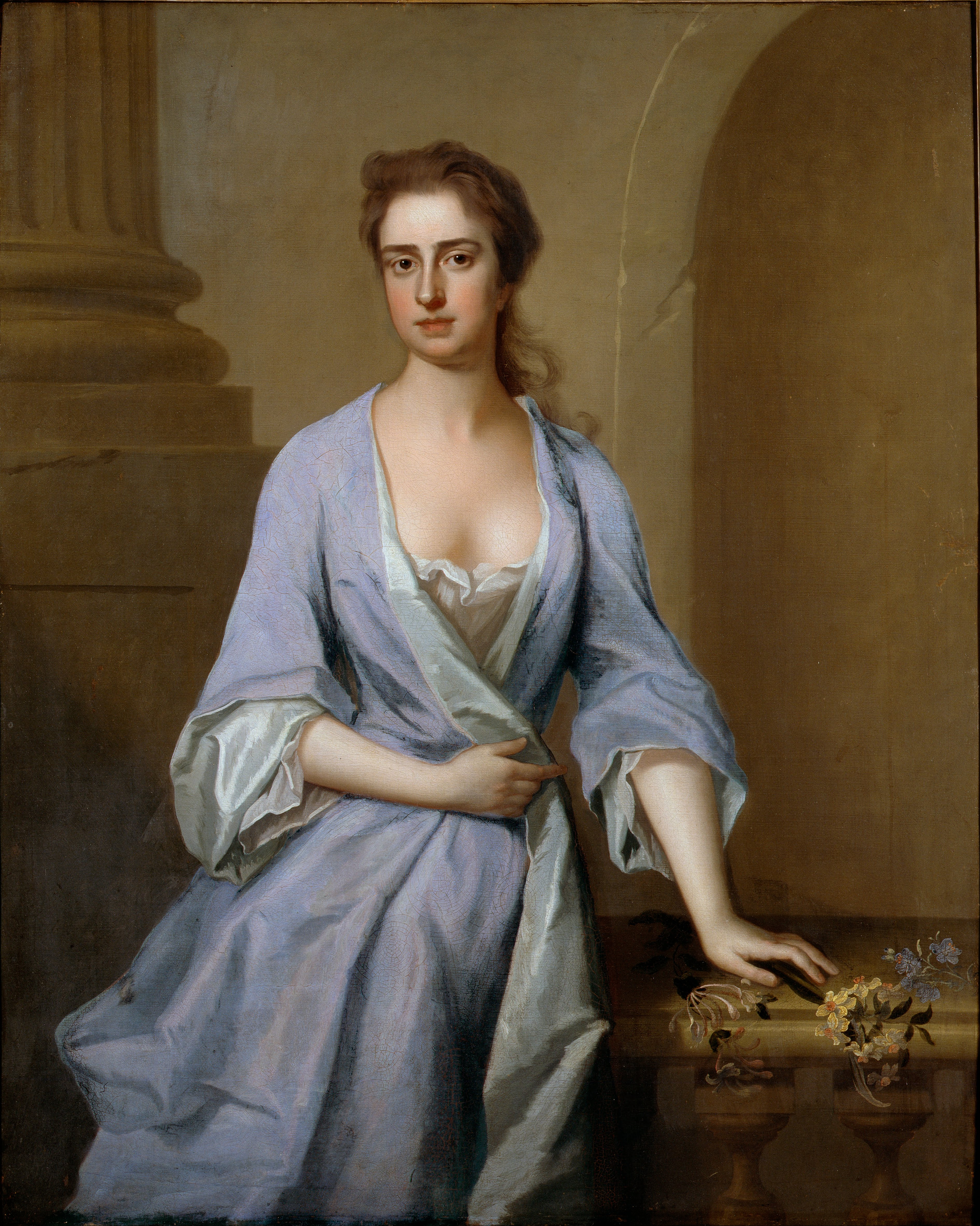
Portrait d'une femme inconnue (vers 1710), Dulwich Picture Gallery.

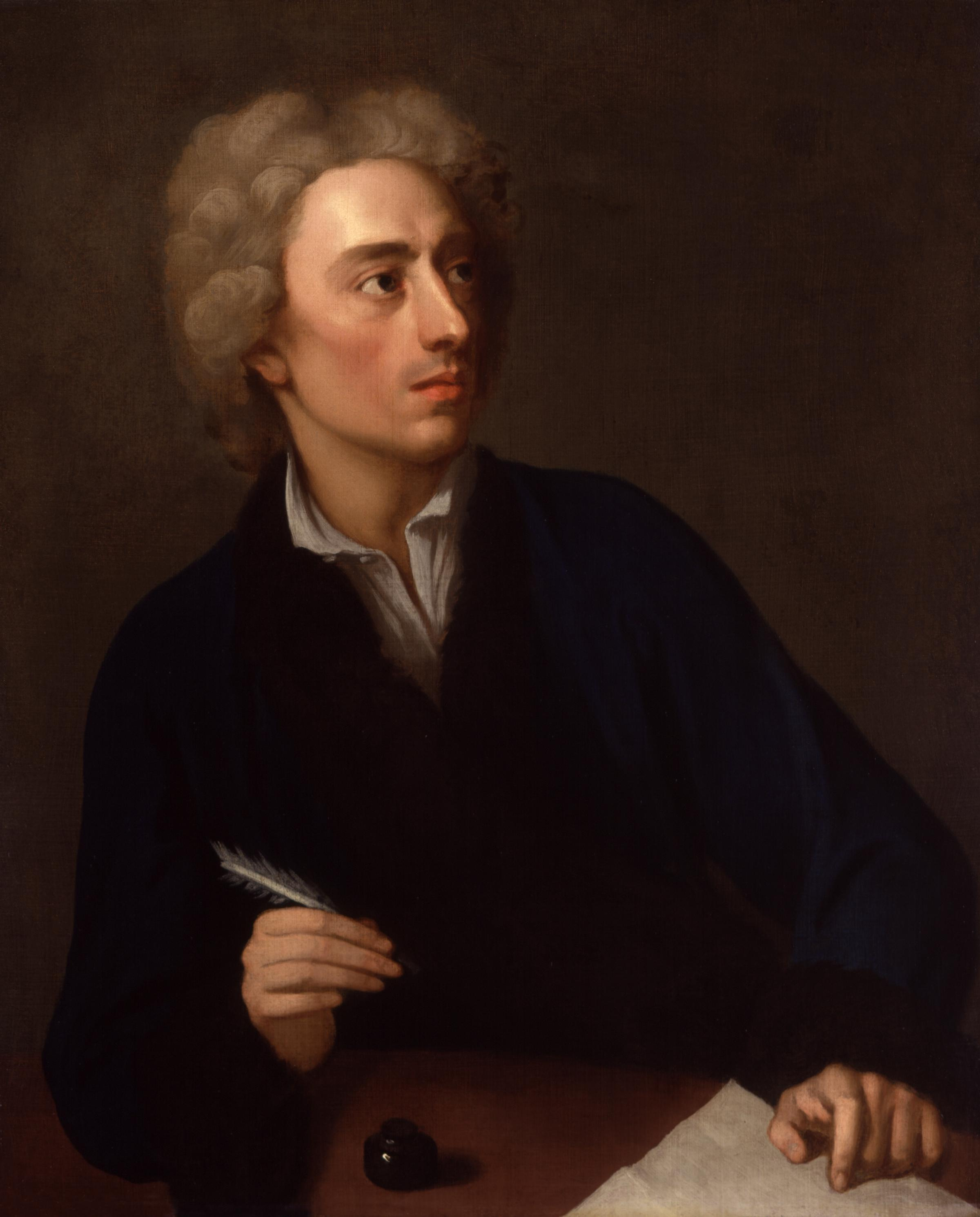
Alexander Pope (vers 1727), National Portrait Gallery.

En 1705, il a la chance d'exécuter plusieurs portraits du prince Georges de Danemark ; par lui, il entre bien entendu dans l'entourage immédiat de son épouse, la reine Anne, qu'il peut également peindre. Cette année-là, il se marie avec une jeune anglaise ; le couple aura trois enfants. La famille est installée pendant vingt ans à Leicester Field et l'atelier devient un lieu très fréquenté par d'autres artistes comme George Vertue et William Hogarth. Il peint ensuite de nombreuses personnalités du royaume, dont le duc de Chandos (1716), Dorothy Savile Boyle (1720), Mrs. Salisbury (vers 1730), Alexander Pope (1727), mais aussi ses concitoyens comme le roi Charles XII de Suède (1715). Ses portraits de femmes sont, d'une manière générale, assez remarquables. 
En 1711, il fait partie des premiers contributeurs de la Great Queen Street's Academy dirigée par Godfrey Kneller puis rejoint le Rose and Crown Club, réunion de joyeux artistes, très insolents. 
En 1723, après la mort de Kneller, le roi George Ier envisage de confier à Dahl la charge de peintre officiel. Commande d'abord lui est faite d'un portrait du jeune duc de Cumberland, âgé de deux ans, proposition que Dahl refuse tout net : il fait savoir au roi que « si son travail se réduit à peindre des enfants, il n'a donc que peu d'espoir de peindre Sa Majesté un jour ». Le roi, rendu furieux, promet de briser la carrière du peintre. Ainsi lui furent refuser tous les honneurs durant plusieurs années.
En 1725, Dahl déménage sur Beak Street (aujourd'hui le sud de Carnaby Street). On connaît de lui quelques tableaux durant ces dernières années, mais les commandes se sont raréfiées, peut-être du fait de son âge, cependant qu'en 1730, il compose un portrait de la reine Caroline, preuve qu'il est revenu en grâce à la Cour. Il est aidé par son fils prénommé également Michael (Londres, 1708-1741), qui vit auprès de lui et l'assiste.
Il meurt le 20 octobre 1743 à Londres, âgé de 84 ans.
Sa production est importante, évaluée à plus d'une centaine de tableaux, dont certains traduits par le graveur John Smith.

## Élèves
- Michael Dahl le jeune (1708-1741), son fils
- Hans Hysing (en)[2]

Il influence également des peintres tels que Petrus Johannes van Reysschoot (1702-1772), flamand actif à Londres.